# Aker
Aker, hay Akeru (nghĩa là "uốn éo"), là một vị thần bảo vệ Trái Đất trong văn hóa Ai Cập cổ đại, và là hiện thân của đường chân trời.

## Mô tả
Ban đầu, Aker được miêu tả là một dải đất hẹp với hai cái đầu người hoặc hai con sư tử đứng ở hai bên đầu, quay mặt về hướng đông và hướng tây, vì thế mà Aker còn được biết đến với cái tên là Ruti (nghĩa là "hai con sư tử"). Hai con sư tử này đều được đặt tên cụ thể: Tuau ("hôm nay") và Sef ("hôm qua"). Trên lưng của Aker mang ký hiệu tượng hình của đường chân trời (Akhet) với mặt trời nằm trên đó. Thân của Tuau và Sef đều có những đốm đen, đại diện cho loài sư tử Barbary đã tuyệt chủng.

## Thần thoại
Aker là người gác cổng phía đông và phía tây của cõi âm Duat. Đây cũng là người chào đón các Pharaon đã khuất về với thế giới bên kia. Những dòng văn tự khắc trên Kim tự tháp rằng, Aker không bao giờ tấn công nhà vua, nhưng điều này không có nghĩa là Aker sẽ không làm hại đến những người khác. Những dòng văn tự còn cho biết, không ai có thể thoát khỏi nanh vuốt của hai con sư tử thần này.
Với vai trò là một vị thần bảo hộ, Aker là người bảo vệ thần mặt trời Ra khi ông đặt bước chân đầu tiên vào địa phủ (mặt trời lặn lúc hoàng hôn) và khi ông ta trở lại thế giới của sự sống (mặt trời mọc lúc bình minh). Aker đảm nhận công việc mang mặt trời ra khỏi địa phủ. Aker sẽ bảo vệ thần Ra khỏi con rắn Apep trong suốt quãng đường đi xuyên địa ngục. Aker có thể khử nọc độc của rắn và bọ cạp nếu một người bị chúng cắn.

## Tôn sùng
Những bức tượng của cặp sư tử sinh đôi (đại diện cho Aker) được đặt ở ngay trước cổng của các cung điện và lăng mộ để chống lại các linh hồn xấu xa, và được cả người Hy Lạp lẫn người La Mã áp dụng. Tuy vậy, không có bất kỳ một đền thờ nào dành riêng cho Aker.